# Persano (Serre)
Persano è una frazione del comune italiano di Serre, in provincia di Salerno.

## Posizione
È situata lungo le rive del fiume Sele, al confine con i comuni di Eboli (di fronte alla frazione Fiocche) e Campagna, vicino a quelle del Calore, che segnano il confine con Altavilla Silentina (nella frazione di Borgo Scanno). Da Serre dista circa 12 km.

## Storia
Esisteva un vero e proprio nucleo abitato nel Medioevo, successivamente scomparso, poi un nuovo nucleo sorse nel corso del XVIII secolo, nelle immediate vicinanze del Casino Reale; Persano è una ex tenuta di caccia borbonica. L'edificio principale è il Real Casino di Caccia di Persano, un edificio realizzato nel 1752 su ordine di Carlo di Borbone, affittuario dei duca De Rossi feudatari di Serre. Edificata in un'area posta tra il Sele e il Calore Lucano, ricca di boschi e di selvaggina, nel 1758 divenne di proprietà del Sovrano.
La realizzazione del Casino venne affidata all'ingegnere militare Giovanni Domenico Piana, originario di Ponna nel Ducato di Milano, che, dopo aver demolito completamente il vecchio edificio, ne costruì uno ex novo, successivamente rimaneggiato da Luigi Vanvitelli nel 1753.
Si presenta su due livelli, un portale d'ingresso in pietra affiancato da due garitte, un atrio decorato a stucco in cui risalta uno scalone terminante con una statua in marmo raffigurante un cane da guardia, opera dello scultore Giuseppe Canart (un tempo attribuito a Antonio Canova).
Nella tenuta di Persano, nel 1742, venne realizzato un allevamento militare equino selezionato di razza napoletana, siciliana, calabrese e pugliese con stalloni di razza andalusa e provenzale per creare una razza pregiata per la cavalleria dell’esercito regio.
L'edificio e la relativa riserva di caccia sono inglobate in un'area militare, passata all’Esercito italiano dopo l’Unità, attualmente sede del 4º Reggimento carri, dell’8º Reggimento artiglieria semovente Pasubio e del Reggimento Logistico "Garibaldi", organicamente inquadrati nella Brigata bersaglieri "Garibaldi".

## Riserve naturali
Nelle vicinanze dell'area militare è stata istituita l'Oasi di Persano (il cui simbolo è la lontra). È un'area fluviale del Sele, protetta dal WWF, fra i comuni di Serre e Campagna.
L'area costiera dei fiumi Sele e Calore rientrano nella Riserva naturale Foce Sele-Tanagro.

## Infrastrutture e trasporti

### Strade
- Strada provinciale 334

### Ferrovie
La frazione è servita dalla stazione di Campagna-Serre-Persano, sulla ferrovia Battipaglia-Potenza-Metaponto.